# Pesi mosca (MMA)
La divisione dei pesi mosca nelle arti marziali miste raggruppa i lottatori sotto le 125 libbre (57 kg).
La divisione dei pesi mosca nella nipponica Pancrase, che precedentemente limitava questa divisione fino alle 128 lb (58 kg) è ora stata aggiornata a 125 lb (57 kg), e prende il nome di "pesi supermosca". Questa divisione è conosciuta come quella dei pesi gallo nella Shooto dove i partecipanti sono limitati alle 123 lb (56 kg).
Nell'UFC tale divisione comprende lottatori fino a 125 lb.
Per il regolamento stabilito dalla FIGMMA in Italia la divisione femminile fino ai 58 kg è denominata "pesi leggeri".

## Campioni attuali
| Organizzazione       | Inizio regno        | Campione             | Record              | Evento                            | Difese              |
| Campionati Maschili  | Campionati Maschili | Campionati Maschili  | Campionati Maschili | Campionati Maschili               | Campionati Maschili |
| -------------------- | ------------------- | -------------------- | ------------------- | --------------------------------- | ------------------- |
| UFC                  | 23 gennaio 2022     | Alexandre Pantoja    | 27-5                | UFC 290                           | 0                   |
| ONE FC               | 12 settembre 2014   | Adriano Moraes       | 12-1                | One FC 20: Rise of the Kingdom    | 0                   |
| Campionati Femminili |                     |                      |                     |                                   |                     |
| UFC                  | 14 settembre 2024   | Valentina Shevchenko | 24-4-1              | UFC 306: O'Malley vs. Dvalishvili | 0                   |
| Invicta FC           | 5 aprile 2013       | Barb Honchak         | 10-2                | Invicta FC 5: Penne vs. Waterson  | 2                   |

## Divisione pesi MMA
| Nome classe di peso | Limite massimo      | Limite massimo | Categoria    |
| Nome classe di peso | in chilogrammi (kg) | in libbre (lb) | Categoria    |
| ------------------- | ------------------- | -------------- | ------------ |
| Pesi atomo          | 48                  | 105,8          | Donna        |
| Pesi paglia         | 52                  | 114,6          | Donna        |
| Pesi mosca          | 57                  | 125,7          | Uomo / Donna |
| Pesi gallo          | 61.5                | 135.6          | Uomo / Donna |
| Pesi piuma          | 65.5                | 144,4          | Uomo / Donna |
| Pesi leggeri        | 70                  | 154,3          | Uomo         |
| Pesi welter         | 77                  | 169,8          | Uomo         |
| Pesi medi           | 84                  | 185,2          | Uomo         |
| Pesi mediomassimi   | 93                  | 205            | Uomo         |
| Pesi massimi        | 120                 | 264,6          | Uomo         |
| Openweight          | -                   | -              | Uomo / Donna |